# Фаворит Солнца
«Фаворит Солнца» — четвёртый студийный альбом российской рок-группы «Кукрыниксы», вышедший 16 июля 2005 года.

## Список композиций
Слова и музыка всех песен — Алексей Горшенёв, кроме отмеченных.
| №   | Название                                    | Автор(ы)                        | Длительность |
| --- | ------------------------------------------- | ------------------------------- | ------------ |
| 1.  | «Кайф»                                      |                                 | 3:00         |
| 2.  | «Танцующие на лезвии бритвы» (инструментал) |                                 | 2:09         |
| 3.  | «Кошмары»                                   |                                 | 3:23         |
| 4.  | «Наше кино»                                 |                                 | 3:46         |
| 5.  | «Сказка»                                    | Алексей Горшенёв, Дмитрий Гусев | 5:08         |
| 6.  | «Наша музыка»                               |                                 | 2:32         |
| 7.  | «Фаворит солнца»                            |                                 | 5:09         |
| 8.  | «Нежность»                                  |                                 | 4:21         |
| 9.  | «Тени в театре»                             | Алексей Горшенёв, Дмитрий Гусев | 3:45         |
| 10. | «Есенин» (Пой же, пой...)                   | Алексей Горшенёв, Сергей Есенин | 4:17         |
| 11. | «Спутник»                                   |                                 | 5:41         |

## Участники записи
- Алексей Горшенев — вокал, музыка, тексты.
- Дмитрий Гусев — гитара, клавишные, музыка.
- Дмитрий Оганян — бас-гитара бэк-вокал.
- Роман Николаев — ударные.
- Станислав Майоров — звукорежиссёр.

Запись и сведение производились на студии «ДДТ» в 2004 году